# Jurinella gigantea
Jurinella gigantea là một loài ruồi trong họ Tachinidae.